# Podřitek

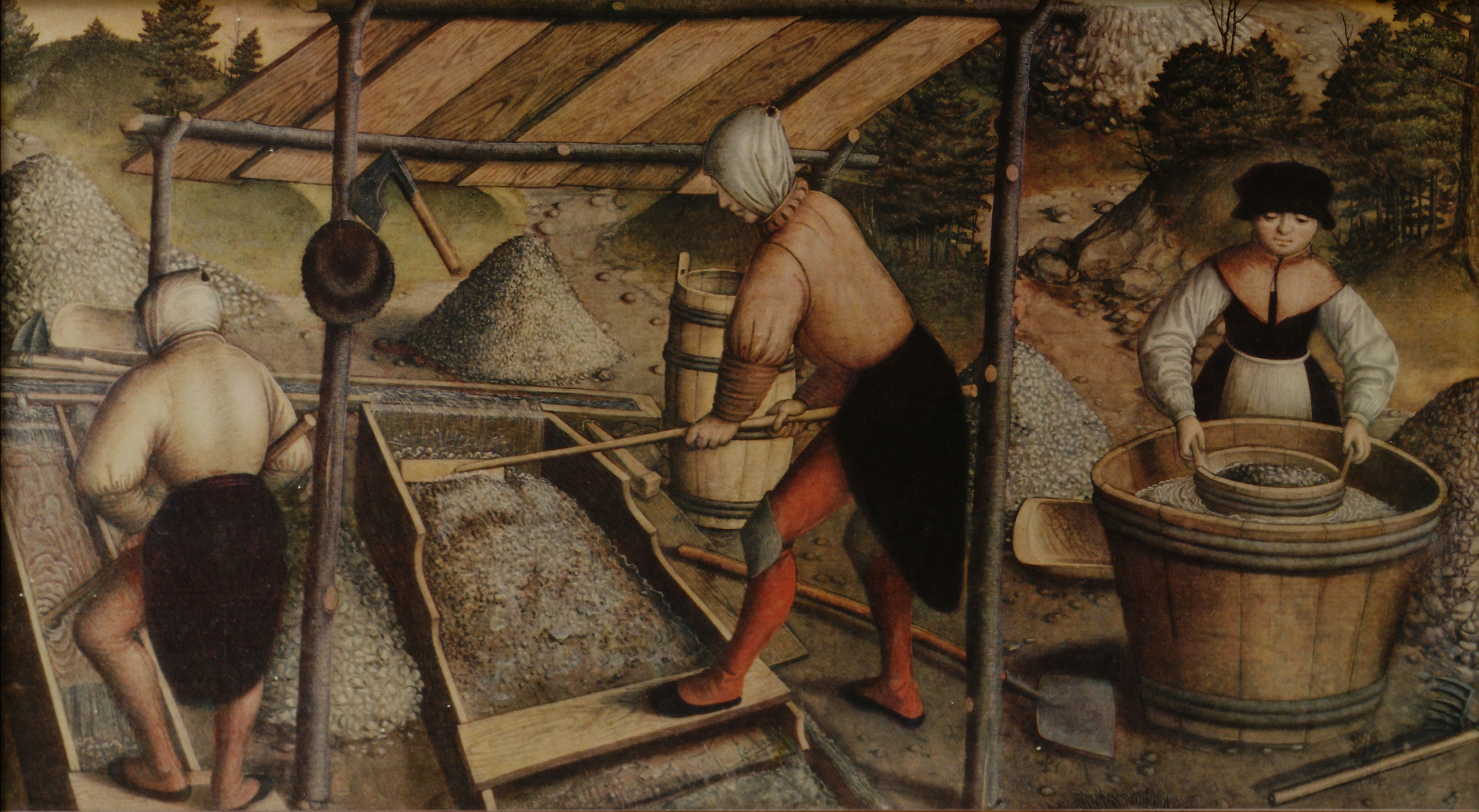
Středověká malba havířů s černými podřitky

Podřitek je speciální kožená zástěra, kterou používali v historii havíři. Podřitek byl vyroben z kůže a havíř jej nosil kolem pasu tak, aby si na něj mohl sednout a klouzat se. Tam kde to bylo možné (ve svislých a nakloněných šachtách) byly umísťovány dřevěné žebříky, které na jedné straně měly zářezy a na druhé straně byly ploché. Po této druhé straně bylo možno se klouzat tak, že byl havíř přivázán za lano a zároveň se opíral podřitkem o poleno, po kterém se klouzal.